# Torneo Cuadrangular
Het Torneo Cuadrangular was een Uruguayaanse voetbalcompetitie die werd gespeeld tussen 1953 en 1968. Aan het toernooi mocht enkel de top-vier van het voorgaande seizoen meedoen.

## Competitieopzet
Het Torneo Cuadrangular werd altijd gespeeld met vier ploegen: de regerend landskampioen en de nummers twee, drie en vier van het voorgaande seizoen. Zij speelden een halve competitie (elke ploeg speelde eenmaal tegen de overige deelnemers) en de ploeg met de meeste punten werd toernooiwinnaar. Bij een gelijke stand werd er geen winnaar uitgeroepen.
De competitie droeg de naam van het afgelopen seizoen. De eerste editie, het Torneo Cuadrangular 1952 heette zo omdat de top-vier van 1952 meespeelde, hoewel het toernooi zelf pas in 1953 werd gehouden.

## Geschiedenis
De eerste editie werd gespeeld in 1953, waar landskampioen Club Nacional de Football hun status als kampioen bevestigde door ook het Torneo Cuadrangular te winnen. Tweemaal (in 1955 en 1961) was er geen winnaar. De editie van 1965 werd gestaakt. In 1968 won CA Peñarol het laatste Torneo Cuadrangular. Slechts tweemaal wist een andere ploeg dan Nacional of Peñarol zich tot winnaar te kronen.

### Erelijst
- 1952: Nacional
- 1953: Rampla Juniors
- 1954: Nacional
- 1955: Onbeslist
- 1956: Nacional
- 1957: Defensor

- 1958: Nacional
- 1959: Peñarol
- 1960: Peñarol
- 1961: Onbeslist
- 1962: Nacional
- 1963: Peñarol

- 1964: Nacional
- 1965: Gestaakt
- 1966: Peñarol
- 1967: Nacional
- 1968: Peñarol

## Titels per club
| Club                      | Titels | Jaren                                    |
| ------------------------- | ------ | ---------------------------------------- |
| Club Nacional de Football | 7      | 1952, 1954, 1956, 1958, 1962, 1964, 1967 |
| CA Peñarol                | 5      | 1959, 1960, 1963, 1966, 1968             |
| CA Defensor               | 1      | 1957                                     |
| Rampla Juniors FC         | 1      | 1953                                     |

## Deelnames
Club Nacional de Football en CA Peñarol eindigden in de periode 1952–1968 telkens in de top-vier en kwalificeerden zich dus voor alle edities van het Torneo Cuadrangular. Geen enkele andere ploeg wist zich voor minimaal de helft van de toernooien te plaatsen. In totaal hebben er elf verschillende ploegen meegespeeld:
| Club                      | Deelnames | Jaren                             |
| ------------------------- | --------- | --------------------------------- |
| Club Nacional de Football | 17        | 1952–1968                         |
| CA Peñarol                | 17        | 1952–1968                         |
| CA Cerro                  | 8         | 1955, 1956, 1959, 1960, 1965–1968 |
| Danubio FC                | 5         | 1952, 1954, 1955, 1961, 1966      |
| CA Defensor               | 5         | 1956, 1957, 1961, 1962, 1968      |
| Rampla Juniors FC         | 5         | 1952–1954, 1958, 1964             |
| CA Fénix                  | 4         | 1957, 1960, 1962, 1963            |
| Racing Club de Montevideo | 3         | 1959, 1965, 1967                  |
| Montevideo Wanderers FC   | 2         | 1963, 1964                        |
| CA River Plate            | 1         | 1953                              |
| IA Sud América            | 1         | 1958                              |